# Adidas Telstar

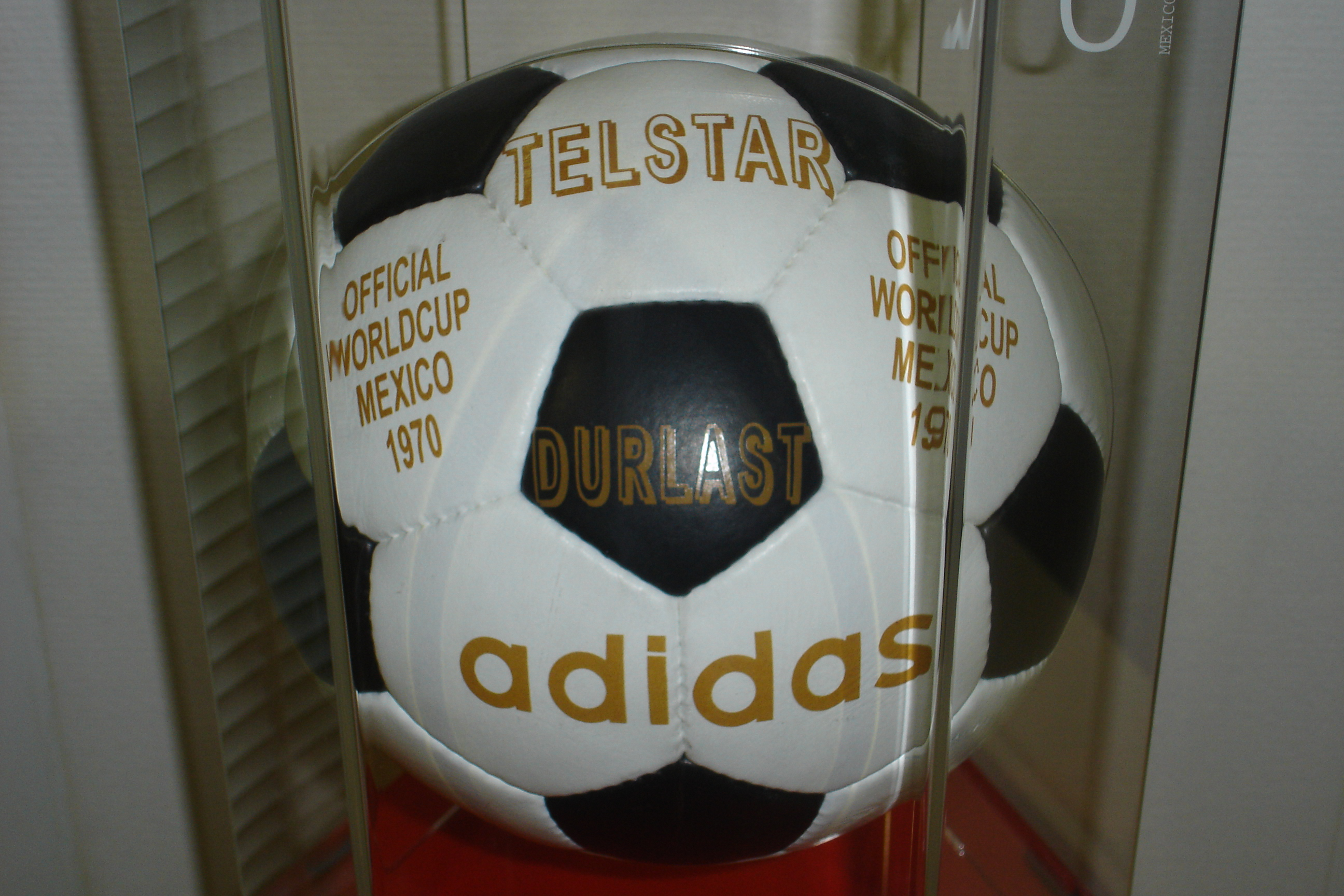
Il pallone Adidas Telstar

Telstar è un pallone da calcio prodotto dalla Adidas. L'iconico design di Telstar è diventato lo standard classico utilizzato per rappresentare il pallone da calcio a livello globale. Infatti, nonostante la maggior parte dei palloni da calcio utilizzati negli anni abbia un aspetto molto differente, il pallone da calcio nella cultura popolare continua a riprendere la forma degli iconici 32 pannelli alternati in bianco e nero.
Fu utilizzato come il pallone delle principali competizioni internazionali per un decennio, prima di essere sostituito dall'altrettanto iconico Adidas Tango.

## Design

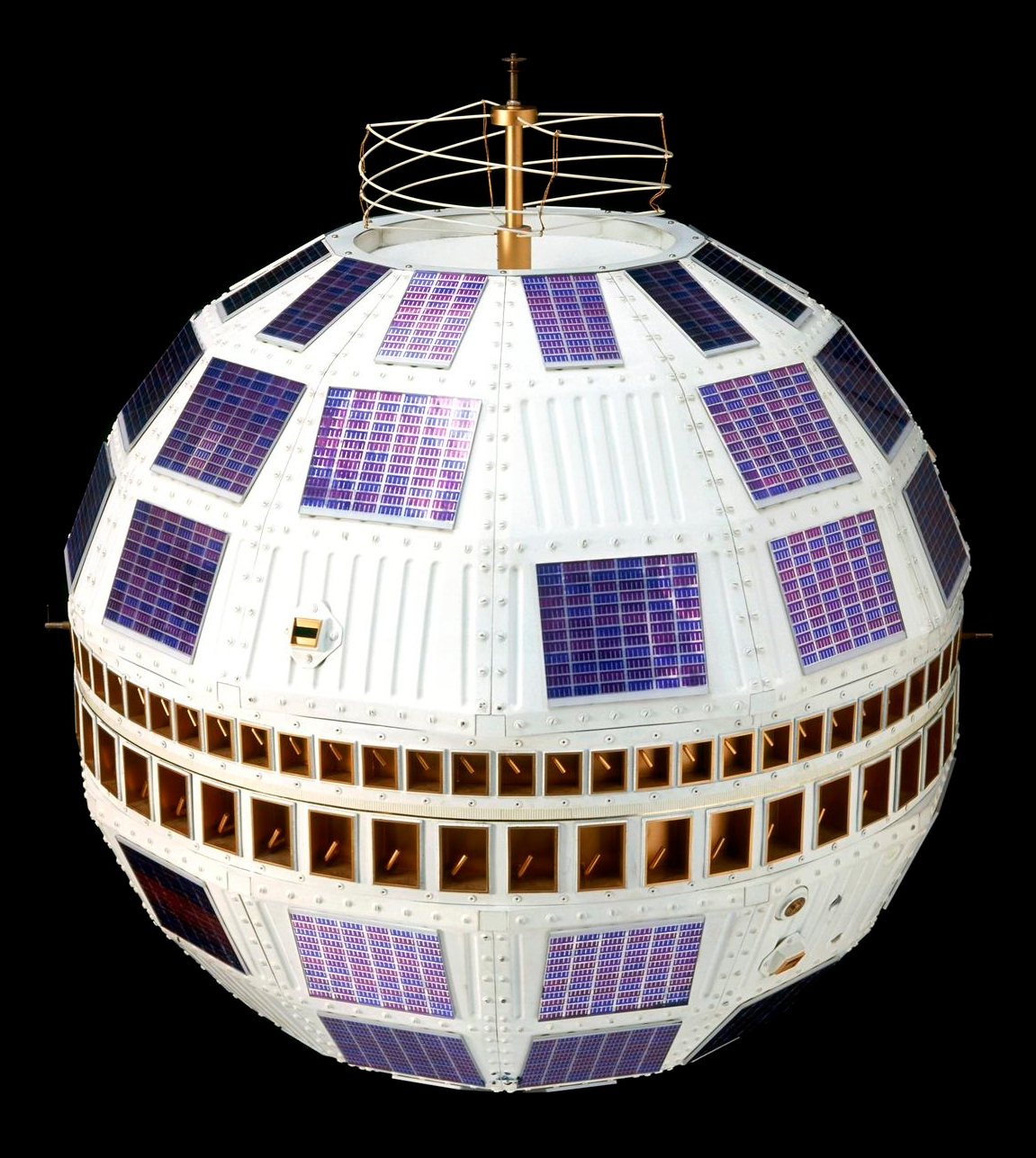
Il satellite Telstar 1

Il Telstar ha una configurazione a icosaedro troncato formata da 32 pannelli, dei quali 12 sono pentagonali e di colore nero e 20 sono esagonali e di colore bianco. Questo design venne introdotto nel 1962 da Eigil Nielsen, fondatore della Select Sport, e fu inizialmente utilizzato per la pallamano. La copertura del pallone era realizzata in cuoio, ma con Telstar Durlast la copertura cominciò a ricevere un rivestimento in poliuretano che forniva impermeabilità e protezione da danni, quali graffi e strappi. La scelta cromatica fu legata alla volontà di favorire la visibilità del pallone nelle trasmissioni televisive in bianco e nero. Due varianti cromatiche furono Apollo Durlast, concepita per l'uso in caso di campo innevato, e Telstar SuperLux, impiegato per aumentare la visibilità nelle partite in notturna.
Il nome del pallone, invece, rappresentava una crasi tra le parole inglesi television ("televisione") e star ("stella"); inoltre faceva riferimento al primo satellite della serie Telstar, sviluppato dai Bell Telephone Laboratories per AT&T e lanciato nel 1962, il quale fu primo satellite per comunicazioni attivo al mondo. Telstar 1 consentì per la prima volta nella storia l'invio attraverso lo spazio di segnali televisivi in diretta, chiamate telefoniche e immagini fax, inaugurando un'era di comunicazioni mondiali istantanee via etere. Il satellite aveva una forma approssimativamente sferica e la sua superficie era punteggiata da pannelli solari, i quali gli davano un aspetto che alternava chiazze chiare e chiazze scure.

## Storia
Il pallone fu presentato per la prima volta con il nome Telstar Elast, che venne utilizzato come pallone ufficiale del campionato europeo di calcio 1968 in Italia e in seguito al torneo olimpico di calcio 1968 disputato Città del Messico.
Una seconda versione, chiamata semplicemente Telstar, fu utilizzata come pallone ufficiale del campionato mondiale di calcio 1970 in Messico, anche se alcune partite furono disputate utilizzando un pallone di colore marrone. Infatti, la Adidas fornì solo 20 Telstar, anche se successivamente furono vendute circa 600.000 repliche. Il successo dell'iconico design fu tale che un suo disegno stilizzato venne utilizzato anche nel logo del mondiale messicano.
Una terza versione, il Telstar Durlast venne utilizzata per il campionato europeo di calcio 1972 in Belgio e per il torneo olimpico tenutosi lo stesso anno ai giochi di Monaco di Baviera. Il pallone venne riproposto, insieme a una variante completamente bianca detta Chile Durlast, per il successivo campionato mondiale di calcio 1974 tenutosi in Germania Ovest, per il campionato europeo di calcio 1976 in Jugoslavia e per il torneo di calcio dei giochi di Montréal dello stesso anno. 

## Eredità
Il pallone realizzato da Adidas per il campionato mondiale di calcio 2018, in omaggio al design originale, venne battezzato Telstar 18. Tuttavia, quest'ultimo ha gli angoli dei pentagoni molto allungati e decorati da gradienti pixellati.